# Eriocrania cicatricella
Eriocrania cicatricella là một loài bướm đêm thuộc họ Eriocraniidae. Nó được tìm thấy ở châu Âu.

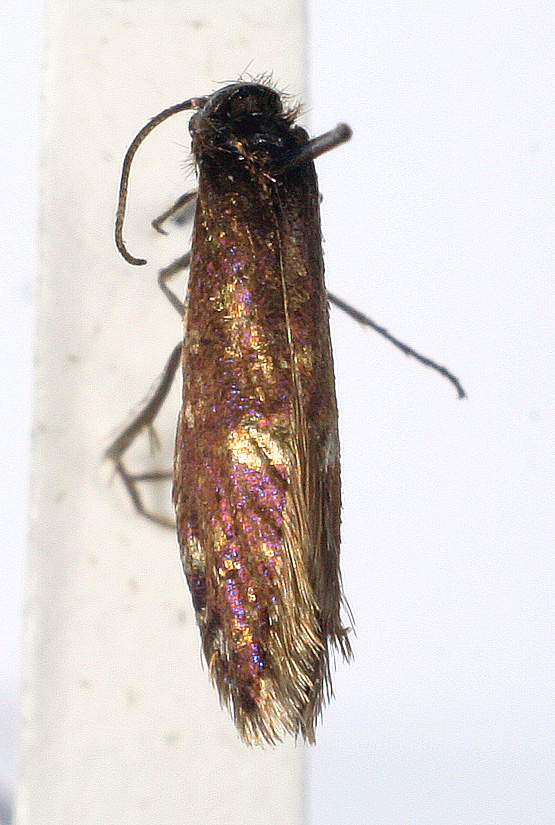

Sải cánh dài khoảng 11 mm. The moth gặp ở tháng 4 tùy theo địa điểm.
The larvae ăn lá các loài Betula.

## Hình ảnh

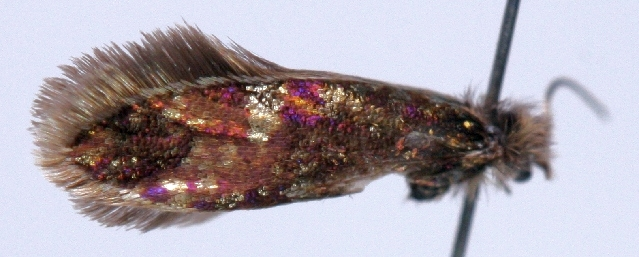
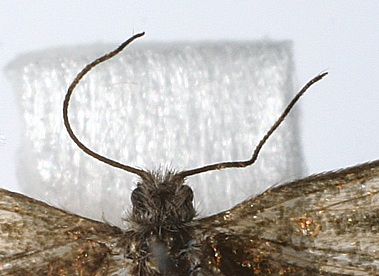